# Tylotiella obliquata
Tylotiella obliquata là một loài ốc biển, là động vật thân mềm chân bụng sống ở biển thuộc họ Drilliidae.